# Église Saint-Nicolas (Vaasa)
Pour les articles homonymes, voir Église Saint-Nicolas.
L'église Saint-Nicolas (finnois : Pyhän Nikolaoksen kirkko) est une église orthodoxe située à Vaasa en Finlande.

## Présentation
L'édifice, construit sur la place de la caserne, a été conçu par l'architecte Carl Axel Setterberg et a été achevée en 1862.